# Mitt i livet
Mitt i livet är ett album av Bo Hansson, utgivet 1985.

## Låtlista
1. "Mogadonien" - 3:20
2. "Tar mitt liv" - 2:23
3. "Hjärtat blöder vilt" - 2:39
4. "Ensamtruten" - 2:57
5. "Mitt i livet" - 3:22
6. "Resa i Polen" - 2:18
7. "Vi har en frysbox..." - 3:28
8. "Vargen" - 3:51
9. "Längst in i parken" - 2:07
10. "Prinsessa i Indien" - 3:30
11. "Minister med flin" - 1:37
12. "U 23" - 2:06

Musik: Bo Hansson (alla låtar)
Text: Tommy Jonsson (1,3,6,7,10), Thomas Nordlander (2,5), Peter Ortman (4,8,11,12), Bo Hansson (9)

## Medverkande
- Sång: Greta Zackrisson (1,5,10), Krax (2,3,7,11), Kenny Håkansson (4), Benny Svensson (6), Bernt Staf (8), Göran Petterson och Bo Hansson (9), Polarna och Ryska L A kören (12)
- Keyboards: Bo Hansson
- Gitarr: Kenny Håkansson, Bo Hansson
- Bas: Thomas Netzler, Stefan Höglund
- Trummor: Lasse Lundbom
- Saxofon: Gunnar Bergsten, Ulf Linden